# Ludwig Reitter
Ludwig Reitter (Lebensdaten unbekannt) war ein deutscher Fußballspieler.

## Karriere
Reitter gehörte zur Saison 1935/36 dem FC Bayern München an, für den er in der höchsten deutschen Spielklasse, der Gauliga Bayern, (ab 1939 offiziell Sportbereichsklasse) Punktspiele bestritt. Am 5. Januar 1936 erreichte er mit der Gauauswahl Bayern im Gauauswahlwettbewerb das Halbfinale um den Reichsbundpokal, das er mit seinen Vereinsmitspielern Josef Bader, Ludwig Goldbrunner, Sigmund Haringer, Franz Krumm und Wilhelm Simetsreiter jedoch gegen die Gauauswahl Südwest in Augsburg mit 1:2 verlor.
Für die Bayern kam er auch in dem neu geschaffenen nationalen Pokalwettbewerb, dem Tschammerpokal, zum Einsatz. So am 28. August 1938 in der 1. Schlussrunde beim 7:0-Sieg über Union Böckingen, dem Verein aus dem Heilbronner Stadtteil, und am 11. September 1938 in der 2. Schlussrunde bei der 1:2-Niederlage beim VfR Mannheim im Tschammerpokal. Nachdem durch die kriegsbedingten Umstände die höchste Spielklasse auf zwei Gruppen aufgeteilt werden musste, bestritt er die Saison 1942/43 und 1943/44 in der Gauliga Südbayern, die er in seiner letzten Saison mit der Mannschaft als Südbayerischer Meister beendete. Reitter bestritt zudem am 22. August 1943 die beim BC Augsburg mit 0:3 verlorene 1. Schlussrunde im Tschammerpokal. In seiner letzten Saison für die Bayern kam er auch im Erstrundenspiel um die Deutsche Meisterschaft 1943/44 zum Einsatz, verlor allerdings mit 1:2 n. V. beim VfR Mannheim.
Nach dem Ende des Zweiten Weltkriegs kam er in der Saison 1945/46 in der Oberliga Süd, eine von zunächst drei, später auf 5 Staffeln erweiterte höchste deutsche Spielklasse, zum Einsatz. Sein Debüt gab er am 11. November 1945 (2. Spieltag) beim  2:2-Unentschieden im Heimspiel gegen den TSV Schwaben Augsburg.

## Erfolge
- Südbayerischer Meister 1944